# Arlington (Wisconsin)
Arlington ist eine Gemeinde (mit dem Status „Village“) im Columbia County im US-amerikanischen Bundesstaat Wisconsin. Das U.S. Census Bureau ermittelte bei der Volkszählung 2020 eine Einwohnerzahl von 844.
Arlington ist Bestandteil der Metropolregion Madison.

## Geographie
Arlington liegt im südlichen Zentrum Wisconsins, rund 15 km östlich des Lake Wisconsin, einem Stausee des Wisconsin River. Dieser mündet bei Prairie du Chien in den die Grenze zu Minnesota bildenden Mississippi (180 km westlich). Die geographischen Koordinaten von Arlington sind 43°20′43″ nördlicher Breite und 89°24′45″ westlicher Länge. Das Stadtgebiet erstreckt sich über eine Fläche von 2,62 km². Die Stadt ist fast vollständig von der Town of Arlington umgeben, ohne dieser anzugehören. Im Osten grenzt die Town of Leeds an den Ort.
Benachbarte Orte von Arlington sind Poynette (7,5 km nordnordwestlich), Leeds (7,1 km südöstlich), DeForest (14 km südsüdöstlich) und Lodi (12,9 km westlich).
Die nächstgelegenen größeren Städte sind Green Bay am Michigansee (203 km nordöstlich), Wisconsins größte Stadt Milwaukee (142 km ostsüdöstlich), Chicago in Illinois (261 km südöstlich), Rockford in Illinois (140 km südlich), Wisconsins Hauptstadt Madison (36,5 km in der gleichen Richtung), La Crosse (201 km westnordwestlich) und Eau Claire (257 km nordwestlich).

## Verkehr
Der U.S. Highway 51 und der auf diesem Abschnitt deckungsgleich verlaufende Wisconsin State Highway 60 bilden die nordöstliche Ortsgrenze von Arlington. Alle weiteren Straßen sind untergeordnete Landstraßen, teils unbefestigte Fahrwege oder innerörtliche Verbindungsstraßen.
In Nordnordwest-Südsüdost-Richtung verläuft für den Frachtverkehr eine Eisenbahnstrecke der Canadian Pacific Railway.
Der nächste Flughafen ist der Dane County Regional Airport in Wisconsins Hauptstadt Madison (30,5 km südlich).

## Bevölkerung
Nach der Volkszählung im Jahr 2010 lebten in Arlington 819 Menschen in 317 Haushalten. Die Bevölkerungsdichte betrug 312,6 Einwohner pro Quadratkilometer. In den 317 Haushalten lebten statistisch je 2,58 Personen.
Ethnisch betrachtet setzte sich die Bevölkerung zusammen aus 97,3 Prozent Weißen, 1,2 Prozent Afroamerikanern sowie 0,5 Prozent aus anderen ethnischen Gruppen; 1,0 Prozent stammten von zwei oder mehr Ethnien ab. Unabhängig von der ethnischen Zugehörigkeit waren 1,3 Prozent der Bevölkerung spanischer oder lateinamerikanischer Abstammung.
26,7 Prozent der Bevölkerung waren unter 18 Jahre alt, 63,4 Prozent waren zwischen 18 und 64 und 9,9 Prozent waren 65 Jahre oder älter. 50,9 Prozent der Bevölkerung war weiblich.
Das mittlere jährliche Einkommen eines Haushalts lag bei 72.396 USD. Das Pro-Kopf-Einkommen betrug 31.665 USD. 1,5 Prozent der Einwohner lebten unterhalb der Armutsgrenze.

## Bekannte Bewohner
- Vincent James Ryan (1884–1951) – Bischof  von Bismarck[4] – geboren und aufgewachsen in Arlington